# Tommy Schneller
Tommy Schneller (* 18. September 1969 in Ankum bei Osnabrück) ist ein deutscher Bluesmusiker, Saxophonist und Sänger. Neben der Arbeit in seiner eigenen Band ist er immer wieder Gastmusiker in diversen anderen Formationen. Seine Alben „Smiling for a Reason“ (2012) sowie „Backbeat“ (2016) gewannen jeweils den Vierteljahrespreis der Deutschen Schallplattenkritik.

## Musikalischer Werdegang
Im Alter von fünf unternahm Schneller erste kreative Schritte im Rahmen der musikalischen Früherziehung am Osnabrücker Konservatorium, im Grundschulalter folgte Geigenunterricht. Über seinen Lehrer Hans Schwach, der Klarinettist beim Osnabrücker Sinfonieorchester war, lernte er alte Swing-Aufnahmen kennen: etwa von Louis Jordan, Count Basie, Duke Ellington und Satchmo. Tommy Schneller wechselte das Instrument zum Saxophon und wurde Mitglied in der Big-Band seiner Schule.
Als „musikalisches Schlüsselerlebnis“ bezeichnet Tommy Schneller ein Konzert des Pianisten Little Willie Littlefield, das er 1986 im Osnabrücker Blues Club Pink Piano sah und das mit einer vierhändigen Improvisation zusammen mit Christian Rannenberg endete, in die letztendlich Saxofonist Gary Wiggins einstieg. Letzterer lebte in der Nachbarschaft des damals 16-Jährigen und wurde sein Mentor, mit dem er bei Sessions erste Liveerfahrungen sammelte.
1989 folgte die erste feste Bandbesetzung Tommy Schnellers bei Christian Bleimings Boogie Boys. Gleichzeitig etablierte er sich auch als Sänger. Weitere Engagements für Al Jones und Tom Vieth folgten und begründeten die Profimusiker-Laufbahn des Saxophonisten.
In den 1990ern zog Tommy Schneller nach Köln und wurde Mitglied von Richard Bargels Talkin’ Blues Combo und der Begleitband von Angela  Brown mit Ulli Kron und dem E-Bassisten Ralf Mähnhöfer. 1995 kam es mit der First Class Bluesband zur Zusammenarbeit mit Frank Biner. Dort spielte er erstmals auch mit Kevin Duvernay (Bass) und Tommie Harris (Drums), die später in seiner ersten eigenen Band die Rhythmussektion bildeten. In Deutschland war der gelernte Kaufmann Tommy Schneller kurzzeitig bei der Frankfurter Konzertagentur Lynro Music als Booker, Veranstaltungsassistent und Tourmanager tätig. Zu seinen Klienten zählten etwa Sweets Edison, Red Holloway und Ed Thigpen; mit ihnen stand der Saxophonist auch teilweise auf der Bühne. Des Weiteren war er als Roadmanager für Jon Hendricks, Clark Terry und Ray Brown tätig. In Zusammenarbeit mit der Bluesnight Band sowie der Grand Jam Band wirkte Schneller seit 2000 mit diversen Größen aus der Bluesszene zusammen – darunter Larry Garner, Andreas Schmidt-Martelle, Rolf Stahlhofen und Ron Williams.

## Eigene Projekte
Zurück in Osnabrück gründete Schneller zusammen mit dem Bassisten Olli Geselbracht das Label „Out Of Space“ und nahm im Februar 1997 seine erste Solo-CD „Blown Away“ auf.
Es folgten weitere Veröffentlichungen als Tommy Schneller Band und Bluesin’ the Groove, einem Projekt, das er zusammen mit Christian Rannenberg und Alex Lex 2010 etablierte.
Zudem ist er ein gefragter Studiomusiker. Schneller nahm unter anderem mit Gregor Hilden, Supercharge und Henrik Freischlader auf. Letzterer zeichnete auch als Produzent seines Albums „Smiling for a Reason“ (2011) verantwortlich, das mit dem Vierteljahrespreis der Deutschen Schallplattenkritik ausgezeichnet wurde.

### Tommy Schneller Band
Zur Tommy Schneller Band gehören als feste Besetzung noch Jens Filser (Gitarre, Gesang), Helge Adam (Keyboard, Gesang), Gary Winters (Trompete, Flügelhorn, Gesang), Dieter Kuhlmann (Trombone, Saxophon), Raphael Becker-Foss (Schlagzeug) und Maik Reishaus (Bass, Gesang).
Karl Leitner (für die Jury des „Preises der Deutschen Schallplattenkritik“) schreibt dazu: „So gezielt auf den Punkt geschriebene Songs, in denen sich Blues, Funk, Soul und Pop überaus freundschaftlich die Hand reichen, sind hierzulande ganz selten. Schneller spielt heiße Musik, die aber in durchaus coolem Sound daherkommt. Das ist genau der Stoff zum entspannten Zuhören in der Lounge wie auch zum verschärften Abtanzen im Club.“

## Diskografie

### Als Mitwirkender
- Christian Bleiming & His Boogie Boys: „Jivin Time“ (1989, Acoustic Music)
- Christian Rannenberg: „Long Way From Home“ (1990, Acoustic Music)
- Pink Piano Allstars: „Fools Paradise“ (1990), „Happy Valley“
- Frank Biner: „Mr. Frank Biner“ (1994), „Time to Move On“ (1995), „Fixin to Jam“ (2000)
- First Class Blues Band: „Live“ (1996, Acoustic Music)
- Big Jay McNeely: „Deacons Hope Since 1949“ (1998, Out of Space)
- Gregor Hilden: „Westcoast Blues“ (2000, Acoustic Music), „I Play The Blues for You“ (2000, Acoustic Music)
- Farrell & Black Band: „Black Limosine“ (2001, Stormy Monday Records)
- Supercharge: „Live And Loaded“ (2005)
- Bluesnight Band feat. Ron Williams: „Doing the Right Thing“ (2005)
- 5 Live: „In the Kitchen“ (2008)
- Michael Witte & Band „Straßen & Kurven“ (2009)
- Bluesin’ the Groove: „Let’s Get High“ (2010)
- Bluesin’ the Groove feat. Adam Hall: „Mess Around“ (2013, Timezone)
- Michael Witte & Band „Zirkushimmel“ (2013, Timezone)

### Unter eigenem Namen
- Blown Away (1997)
- Blues for the Ladies (2000)
- A Heartbeat Away (2004)
- Smiling for a Reason (2011, Cable Car Records)[4]
- Cream of the Crop (2014, Cable Car Records)
- Arschkalte Art (Charity-Single, 2015, Timezone)
- Backbeat (2016, Timezone)[5]

## Preise und Auszeichnungen
- 2012: Vierteljahrespreis der Deutschen Schallplattenkritik
- 2012: Gewinner der German Blues Challenge mit der Tommy Schneller Band[6]
- 2012: German Blues Award (Kategorie Instrument – Sonstige)[6]
- 2012: „Smiling for a reason“ auf Platz 14 der Living Blues Radio Charts (USA)
- 2010: German Blues Award (Kategorie Instrument – Sonstige)[7]

## Nachweise
1. ↑   (Seite nicht mehr abrufbar, festgestellt im März 2024. Suche in Webarchiven)  Info: Der Link wurde automatisch als defekt markiert. Bitte prüfe den Link gemäß Anleitung und entferne dann diesen Hinweis.
2. 1 2 3  pers. Gespräche
3. ↑  http://www.tommyschneller.de
4. ↑   (Seite nicht mehr abrufbar, festgestellt im März 2024. Suche in Webarchiven)  Info: Der Link wurde automatisch als defekt markiert. Bitte prüfe den Link gemäß Anleitung und entferne dann diesen Hinweis.
5. ↑  Quelle: (Memento des Originals vom 1. August 2016 im Internet Archive)  Info: Der Archivlink wurde automatisch eingesetzt und noch nicht geprüft. Bitte prüfe Original- und Archivlink gemäß Anleitung und entferne dann diesen Hinweis.
6. 1 2  Archivierte Kopie (Memento vom 8. März 2016 im Internet Archive)
7. ↑  Archivierte Kopie (Memento vom 18. Januar 2016 im Internet Archive)

| Personendaten    | Personendaten                                  |
| ---------------- | ---------------------------------------------- |
| NAME             | Schneller, Tommy                               |
| KURZBESCHREIBUNG | deutscher Bluesmusiker, Saxophonist und Sänger |
| GEBURTSDATUM     | 18. September 1969                             |
| GEBURTSORT       | Ankum bei Osnabrück                            |